# Tert-ブチルヒドロペルオキシド
tert-ブチルヒドロペルオキシド (tert-butyl hydroperoxide) とは有機ヒドロペルオキシドの一種。有機合成化学において、酸化剤、再酸化剤として用いられ、TBHP と略称される。純度の高い TBHP は爆発性があるとされており、通常の取り扱いは水溶液で行われる。

## 反応
TBHP の利用は、塩基を作用させ t-BuOO- の形で求核剤とする利用と、毒性や価格が高い酸化剤の使用を触媒量に抑えるための再酸化剤としての利用に大別される。

### アルケンの酸化
水酸化トリエチルアンモニウムの塩基条件で、TBHP を触媒量の四酸化オスミウムとともにアルケンに作用させると 1,2-ジオールが得られる。
TBHP を触媒量の二酸化セレンやジフェニルジセレニドとともに用いて、アルケンやアルキンのアリル位、プロパルギル位をヒドロキシ化できる。触媒としてクロムの塩を用いアリル位をオキソ化する反応も知られる。
モリブデンヘキサカルボニル (Mo(CO)6) やバナジルアセチルアセトナート (VO(acac)2) を触媒、TBHP を再酸化剤としてアルケンをエポキシドとすることができる。さらに、香月・シャープレス不斉エポキシ化は、不斉チタン触媒と TBHP を用いてアリルアルコール誘導体からキラルなエポキシドを得る優れた反応である。
カルボニル基と共役したアルケンは、塩基条件下に TBHP を作用させると t-BuOO- によるマイケル付加を経てエポキシドに変えられる。

### その他
TBHP 存在のもと、ジメシチルジセレニド触媒や、クロム、モリブデン、バナジウムといった金属触媒によりアルコールをアルデヒドやケトンに変える手法が知られる。
適切な触媒を選ぶことで、スルフィドをスルホキシドやスルホンに、ホスフィンをホスフィンオキシドに、アミンをアミン N-オキシドやイミンに変えられる。セレニドに作用させてセレノキシド脱離を起こさせることができる。
ほか、有機ペルオキシドや過酸の誘導体を合成する際の試剤とされる。